# Especie 8472
La especie 8472 es una especie inteligente ficticia del universo de Star Trek.

## Historia
El primer encuentro con esta raza se produjo en la fecha estelar 50948.3, por parte de los Borg, que la bautizaron de esa forma. Aunque no hay certeza acerca de bajo qué circunstancias tuvo lugar el primer contacto. Se presume en la serie que los Borg la encontraron 5 meses antes de que lo hiciera la tripulación de la USS Voyager.
Tiempo después se determinó que fueron los Borg los que entraron al espacio de esta raza con la intención de asimilarlos, lo que resultó un desastre. Los Borg se vieron desbordados por el contraataque de la mucho más poderosa especie 8472. En su huida, dejaron abierta una singularidad espacial que fue luego utilizada por la desconocida raza para ingresar a nuestro espacio.
Posteriormente volvieron a hacer contacto con la Voyager en un centro holográfico creado por ellos para comprender las especies del cuadrante Alfa y poder infiltrarse para conquistarlo.

## Tecnología
Las naves de la especie 8472 son de naturaleza orgánica, constituidas de la misma forma que ellos mismos. Las naves usan propulsión de salto interestelar con tecnología de antimateria, y su casco no puede ser penetrado por las armas Borg. Dentro de ellas hay conductos orgánicos que transportan fluidos electrodinámicos, posiblemente una fuente de energía. También hay matrices binarias enlazadas con péptidos neurales, los cuales serían comparables a un panel de computador. Estas naves de biomasa tienen la habilidad de regenerarse a sí mismas.
El poder de fuego de cada una es enorme, y puede ser potenciado ubicando una de ellas en el centro de un círculo formado por otras naves, que al disparar hacia la del centro, la usan como colectora de energía, dando como resultado una amplificación capaz de destruir un planeta.
La especie 8472 no puede ser asimilada por los Borg debido a su poderoso y agresivo sistema inmunológico. Todo lo que penetra su piel, incluso las nanosondas inyectadas por estos para asimilarlos, es destruido.
Son de naturaleza telepática, y se desconoce si tienen lenguaje hablado. Emiten un campo bioeléctrico que interrumpe los teletransportadores. El rayo transportador no funciona dentro de sus naves y tampoco pueden ser localizados con los tricorders.
Las células de esta especie tienen un código genético extremadamente denso, con más de 100 veces la cantidad de ADN de las células humanas.
Entraron al Cuadrante Delta con la intención de destruir todas las formas de vida de la galaxia. “El débil perecerá”, ésta es la frase que Kes escuchó cuando un miembro de esta especie la contactó telepáticamente. La única teoría aceptada acerca de cómo detener a esta especie es la que propone modificar las nanosondas borg para atacar a las células alienígenas antes que éstas tengan oportunidad de destruir las nanosondas.